# غزنرة خيطية الساق
غزنرة خيطية الساق (الاسم العلمي:Gesneria filipes) هي نوع من النباتات تتبع جنس الغزنرة من الفصيلة الغزنرية.